# 馮清
冯清（1459年—？），字汝揚，别号濯庵，寄籍顺天府宛平縣（治所在今北京市），浙江余姚县（今宁波余姚市）人。明朝政治人物、诗人。

## 生平
弘治二年（1489年）己酉科順天府鄉試第五十四名舉人，弘治六年（1493年）癸丑科會試第一百六十二名，廷試三甲第二十二名进士。七年十二月实授貴州道監察御史，十一年巡按山东，歷官山西太原府知府。弘治十八年（1505年）三月，陞山西按察司副使。正德三年（1508年）二月升甘肃行太仆寺卿，六年正月升陕西按察使，七年（1515年）四月，以都察院右佥都御史巡抚宁夏等处。正德九年（1517年）四月，晋升户部右侍郎，仍兼任都察院左佥都御史，督理陕西三边粮饷，九月兼巡抚陕西地方，十一年正月事竣还京，改刑部右侍郎，添注管事。武宗巡幸边境，十三年七月令馮清改任兵部右侍郎兼都察院左佥都御史，整理粮草，仍令纪功，十四年（1522年）四月升兵部左侍郎，九月奉敕规画宣大边务。世宗继位，因科道劾奏，被令致仕。嘉靖六年（1527年）復以楊一清門生起復提督宣大兵部左侍郎，不久以受贿卖窝，侵损边饷为言官所劾，上疏自劾求去。

## 代表诗作
冯清工詩，有《濯庵集》二卷，并撰写《保生管见》一卷，刊刻于明嘉靖二十年。其餘遺作有：
- 杂言诗《巡抚难》，冯清任宁夏巡抚时所作[6]
- 《奉命巡抚愧艰负荷闲中以此命题仍析其字为韵共得一十六首用寓警勉之意》
- 《花马池》

## 遗物
- 张珩旧藏《缪昌期、冯清书札》[7]

## 家族
曾祖馮安道；祖父馮翼；父馮賢。前母巴氏；母陳氏；繼母曹氏。永感下。子馮樹。孫馮世熙。